# Х'ю Кервен

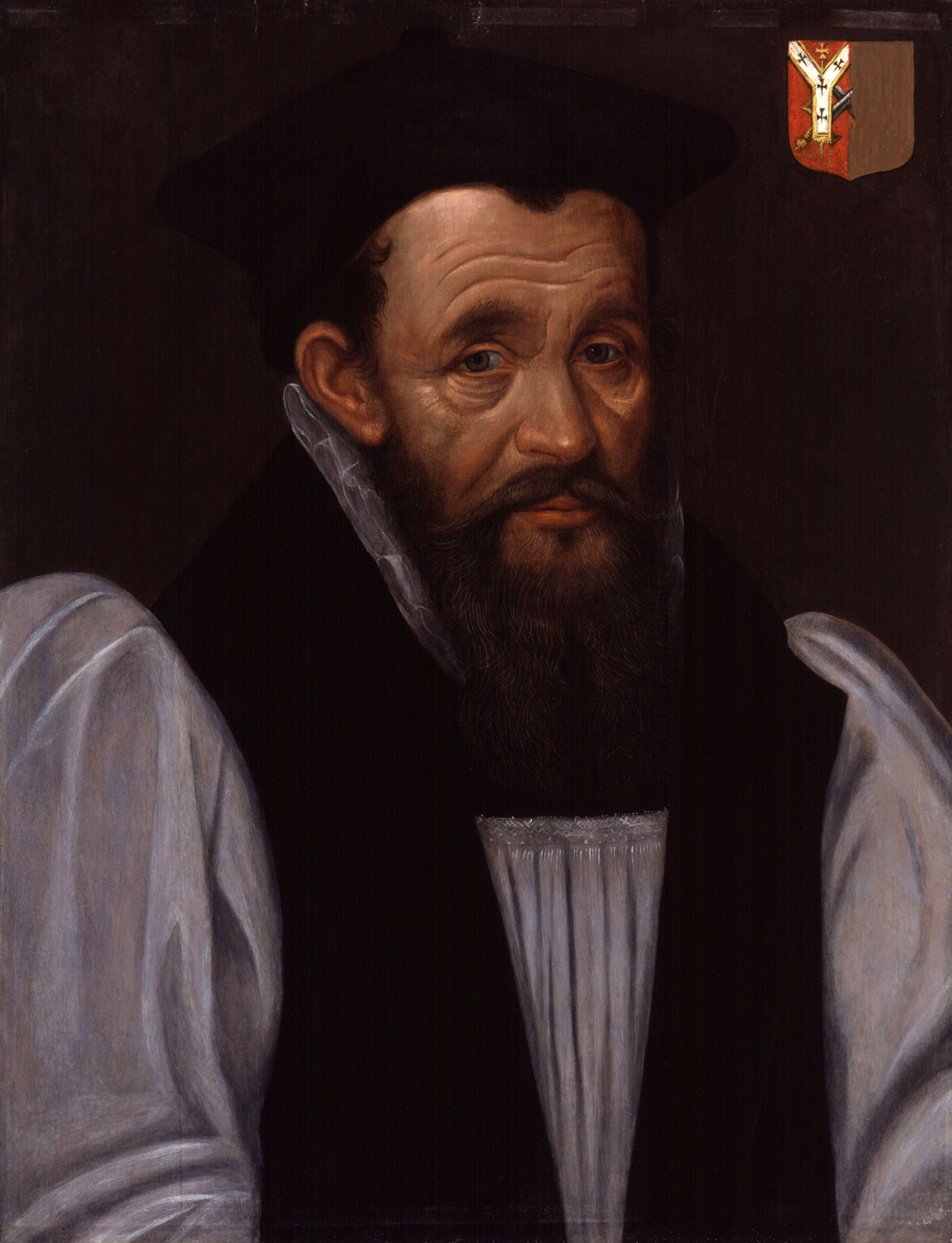
Внучатий племінник Х'ю Кервена - Річард Бенкрофт, архієпископ Кентерберійський і «наглядач» Біблії короля Якова.

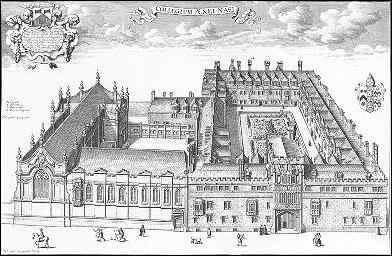
Брейсноус-Коледж 1678 року.

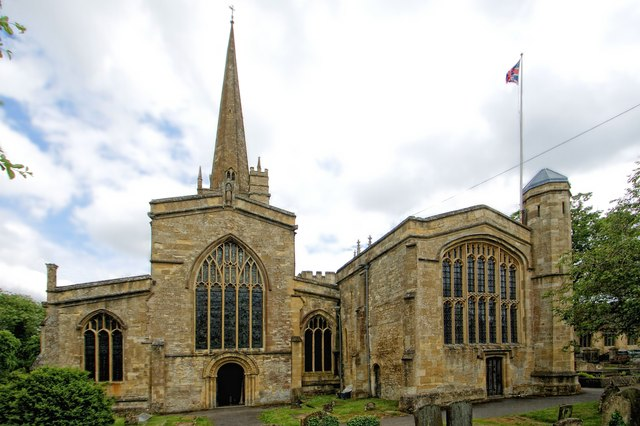
Церква Святого Джона (Івана) в Берфорді.

Х'ю Кервен (бл. 1500 — 1 листопада 1568) — відомий ірландський та англійський церковний і державний діяч, політик. Володів посадами архієпископа Дубліна, лорд-канцлера Ірландії з 1555 по 1567 рік, єпископа Оксфорда до своєї смерті в листопаді 1568 року. Деякі історичні джерела та публікації, включно з Оксфордським словником національної біографії 1911 року, випадково сплутали його з Річардом Карвеном, капеланом короля Англії Генріха VIII.

## Життєпис

### Походження
Х'ю Кервен Народився в Бамптоні, Камбрія, він отримав освіту в Брйсноус-Коледжі (англ. Brasenose College), Оксфорд. Він мав принаймні двох братів, Крістофера та Джеймса Кервенів. Джеймс Кервен був дідом Річарда Бенкрофта, архієпископа Кентерберійського та «наглядача» Біблії короля Якова – першої публікації Біблії англійською мовою.

### Кар'єра
У лютому 1528 року Х'ю Кервен отримав наукову ступінь магістра канонічного права, а в 1532 році ступінь магістра мистецтв. У 1533 році його призначили ректором у школи Ферібі, графство Лінкольншир. Наступного року Англія розірвала стосунки з католицькою церквою й утворила англіканську церкву, головою якої був проголошений король Англії Генріх VIII, а не Папа Римський. У 1541 році Х'ю Кервен став деканом Герефорда, після чого обійняв ряд адміністративних посад. Коли Марія І Тюдор стала королевою в Англії в 1555 році, він різко зміним релігійні і політичні погляди, погодився з відновленням католицизму. Номінований римо-католицьким архієпископом Дубліна, він був освячений 8 вересня 1555 року Едмундом Боннером. Він також був призначений лордом-канцлером Ірландії, а в 1557 році служив лордом-суддею Ірландії під час відсутності лорда-заступника Ірландії, графа Сассексського.
Коли Єлизавета І Тюдор зішла на трон Англії в 1558 році, лише п'ять ірландських єпископів прийняли Релігійну угоду, одним із них був Х'ю Кервен, що знову різко змінив політичні і релігійні погляди. Він залишався архієпископом Дубліна і лордом-канцлером Ірландії до 1567 року, але був звинувачений у «моральному правопорушенні» Х'ю Брейді та Адамом Лофтусом, очевидно, через його небажання впроваджувати ключові релігійні реформи. Х'ю Кервен страждав на параліч, і погане здоров'я ускладнювало виконання його обов'язків. У  1564 році він отримав посаду синекура для свого племінника Річарда Бенкрофта в соборі  Святого Патріка, Дублін. Сучасники назвали його «безмовним і безглуздим», йому нарешті дозволили піти у відставку в червні 1567 року, коли він став єпископом Оксфорда. 

### Смерть
Він помер у своєму домі в Свінбруку в жовтні 1568 року і був похований у церкві Святого Іоанна Хрестителя, Берфорд. Оксфордська єпархія залишалася вакантною до 1589 року, коли єпископом став Джон Андерхілл.